# Isomyia didieri
Isomyia didieri är en tvåvingeart som först beskrevs av Seguy 1949.  Isomyia didieri ingår i släktet Isomyia och familjen Rhiniidae.
Artens utbredningsområde är Kambodja. Inga underarter finns listade i Catalogue of Life.